# Hort de Pollo
Hort de Pollo és un edifici del municipi de Bot (Terra Alta) que estava inclòs en l'Inventari del Patrimoni Arquitectònic de Catalunya. És un habitatge aïllat de caràcter rural, està voltada d'horts.

## Descripció
Es compon de tres plantes: la baixa, destinada a usos de tipus agrícola, la primera, que feia d'habitatge i unes golfes obertes cap a l'exterior i coronada amb una cornisa a la part posterior.
Està construïda de maçoneria, en general, però cal diferenciar algunes parts com la porta, feta amb carreus, les finestres d'arc de mig punt de les golfes, fetes amb totxos, o les llindes i l'entramat de bigues de fusta amb encanyissat per al forjat. L'interior està emblanquinat. És, doncs, molt interessant la coberta de la teulada i l'interior de la golfa.
La coberta es reparteix en tres vessants. Fins a l'habitatge, arriben les restes d'una arcada de pedra d'una canalització per a una sénia que, avui, està en ruïnes. Aquest aprofitava l'aigua del riu Canaleta, que passa a prop.

## Història
El conjunt està als peus de l'ermita de Sant Josep, on, es diu, va existir la primitiva Bot. Els horts es cultiven però la casa està abandonada. La sénia que hi ha a la vora, tenia dos mecanismes de funcionament: amb tracció animal o mitjançant la força del vent. Encara resten els estris per fer treballar l'animal i part dels elements de les aspes, però tot, casa i molí, està en ruïnes.